# Джраовіт
Джраовіт (вірм. Ջրահովիտ) — село в марзі Арарат, у центрі Вірменії. Село розташоване за 4 км на південний схід від міста Масіс, між селами Аревабуйр та Мармарашен.